# 勾践
勾践（こうせん）は、中国春秋時代後期の越の王。范蠡の補佐を得て、当時華南で強勢を誇っていた呉を滅ぼした。春秋五覇の一人に数えられることもある。句践とも表記される。越侯允常の子で、楚の恵王の外祖父にあたる。

## 生涯
紀元前496年、越を強勢に築き上げた父の允常が逝去すると、太子勾践が後を継いだ。この允常の訃報を契機として、呉王の闔閭が、喪中の越へ大軍を率いて攻め込んだ。しかし、父の代より仕えていた范蠡の奇策により、呉軍を欈李（現在の浙江省嘉興市海寧市）で大敗に追い込んだ。この戦で越の武将霊姑孚が放った矢で片足を負傷した闔閭は、これが原因で破傷風に罹り陣没。勾践の即位とともに襲来した呉においても、父の陣没によって太子の夫差が即位。これ以降、勾践と呉王の夫差との対立がさらに深まった。
越への復讐心を滾らせる夫差は、伍子胥の補佐を得て呉を建て直し、これを妨害せんと出撃してきた勾践を撃破。そのまま越に攻め込んで今度は越を滅亡寸前までに追い詰めた。
勾践は范蠡の進言に従って夫差に和を請い、夫差は伍子胥の猛烈な反対を押し切ってこれを受け入れた。勾践は呉に赴き夫差の召し使いとして仕えることになったが、范蠡の工作により程なくして越に戻ることになった。
勾践はこのときの悔しさを忘れず（これを「会稽の恥」と言う）、部屋に苦い肝を吊るして毎日のようにそれを舐めて呉に対する復讐を誓った。前述の夫差と合わせて臥薪嘗胆という故事の元となった逸話である。
越は着々と国力を蓄え、夫差が中原の会盟に出かけたときを狙って呉に攻め込んだ。呉の太子友は斬られ、夫差は慌てて呉へ引き返してきたが、これより4年後に呉は越に滅ぼされることになる。勾践は敗れた夫差を再起できぬように甬東（舟山群島）へ流罪に処そうとしたが夫差は恥じて自決した。
呉を滅ぼした勾践は、越の都を瑯琊（現在の江蘇省連雲港市海州区）に遷し、更に諸侯を会盟して中原の覇者となった。
ただ、覇者となった勾践は讒言を信じるようになり腹心の范蠡が去り文種を自殺させたりと越を衰退させる結果となった。

## 勾践の剣
勾践は『越王勾践剣』と呼ばれる8本の名刀を作らせ保有していたと残されている。1965年、その1本であると言われる銅剣が湖北省江陵県望山1号墓より出土した。保存状態はきわめて良好でさびが見つからなかった。原因を探るためにX線回折法で分析したところ、表面を硫化銅の皮膜で覆ってあったといわれている。その後も1979年までに三振りの勾践の剣が発見された。
なお、夫差の矛『呉王夫差矛』も同じ湖北省で見つかっている。

## 桜樹題詩
『太平記』巻第4「呉越闘事」(西源院本の事書)には、後醍醐天皇が隠岐に流される途上、臣下の児島高徳が美作・杉坂の宿の庭に立つ桜の樹に「天、勾践を空しゅうする莫れ 時に范蠡無きにしも非ず」という詩を書き付けてひそかに励ました物語がみえる。これは文部省唱歌「児島高徳」にも唄われた。

## 勾践が登場する作品
小説
- 『中国英傑伝』（海音寺潮五郎）
- 『越女剣』（金庸）
- 『呉越春秋 湖底の城』（宮城谷昌光）

テレビドラマ
- 東周列国 春秋篇（1996年、演：李洪濤）
- 燃ゆる呉越（中国語版）（2006年、主演：チェン・パオクオ）
- 争覇-越王に仕えた男-（中国語版）（2006年、演：ダミアン・ラウ）
- 復讐の春秋 -臥薪嘗胆-（2007年、主演：チェン・ダオミン） - 勾践と夫差との22年間の戦いによる作品。
- 孫子兵法（2008年、演：趙浜）
- 三国争乱 春秋炎城（2008年、演：章賀）
- 孫子《兵法》大伝（2010年、演：チャン・ボー（中国語版））
- 女たちの孫子英雄伝（中国語版）（2012年、演：マイケル・ツェー）

漫画
- 史記（作者: 横山光輝。司馬遷の著書『史記』を漫画化したもので、2巻「復讐を誓った人々」に登場する）
- 史記 （4〜6巻「呉越燃ゆ」）（画：久松文雄、作：久保田千太郎、出版社：ピーグリー）